# Amfora (jama)
Amfora (- 788 m) je druga po dubini jama na Biokovu i peta u Hrvatskoj. Ulaz u jamu nalazi se u vršnom dijelu Biokova, oko 1000 metara zračne udaljenosti od vrha Sveti Jure. Ulaz jame nalazi se na jugoistočnom boku dna jedne od brojnih vrtača tog dijela Biokova.
Ulaz u jamu pronašli su članovi Speleološko alpinističkog kluba Ekstrem iz Makarske 1998. godine kada su je u nekoliko akcija i istražili do dubine od 290. m. Istraživanje je 1999. godine nastavljeno, kada je dostignuta dubina od 390. m. U 2000. godini, istraživanju su se pridružili speleolozi iz SO PDS Velebit, SO HPD Željezničar, SO Dubovac te Hrvatskog prirodoslovnog muzeja. Tada je izrađen nacrt cijele jame, a istraženo je i novih 47 m dubine kanala te se došlo do uskog meandra na -437 m gdje je istraživanje zaustavljeno. 
U 2001. godini, SO PDS Velebit i SAK Ekstrem nastavljaju istraživanje, prolaze uski meandar i otkrivaju novih 177 m dubine. Istraživanje je tada završeno zbog nedostatka opreme. Tada je pronađena i podzemna pijavica i to prvi put u podzemlju Biokova, a jama Amfora je sa -614 metara dubine postala najdublja jama Biokova i četvrta po dubini u Hrvatskoj.
Speleološka  istraživanja su nastavljena u razdoblju od 14. do 30. lipnja 2002. godine. Dosegnuta je još veća dubina, pa je jama "produbljena" za 174 m, do konačne dubine od -788 m. Duljina jame povećana je za 107 m, na 468 m. Otkriveno je da se na dubini od 788 metara nalazi usko neprolazno suženje između uglavljenih kamenih blokova, gdje se osjeća jako strujanje zraka što upućuje na realnu mogućnost nastavka jame iza suženja. Zbog velike opasnosti obrušavanja kamenih blokova i zaglavljivanja, nakon prokopavanja 3 m duljine, odustalo se od proširivanja suženja. Na dnu jame pronađene su nakupine mikroskopski sitnih kristala koji su igličaste forme i u stručnoj literaturi se nazivaju špiljski pamuk.
Istraživanje jame Amfora detaljno je opisano u speleološkoj literaturi (Bakšić i Jalžić, 2001, Lacković i Bakšić, 2001, Bakšić i Lacković, 2002.i dr).

## Vanjske poveznice
- Jama Amfora, Biokovo  Arhivirana inačica izvorne stranice od 2. siječnja 2012. (Wayback Machine)
- A new relictual and highly troglomorphic species of Tomoceridae (Collembola) from a deep Croatian cave (engl.)